# Língua wadi-wadi
Wadi-wadi é uma língua indígena australiana extinta, antes falada no estado de Nova Gales do Sul.
Há indícios de que outra língua, a jari-jari, seja uma língua intimamente relacionada à língua wadi-wadi, mas aquele nome pode se referir também a outras línguas. 